# Серетсювя
Серетсювя (ест. Seretsüvä), також Серетсова, Церетсова, Серетсува, Серепцево, Серебцова, Ванакюла — село в Естонії, входить до складу волості Меремяе, повіту Вирумаа.